# Hooppole
Hooppole – wieś w Stanach Zjednoczonych, w stanie Illinois, w hrabstwie Henry.